# Dekanat Bolków

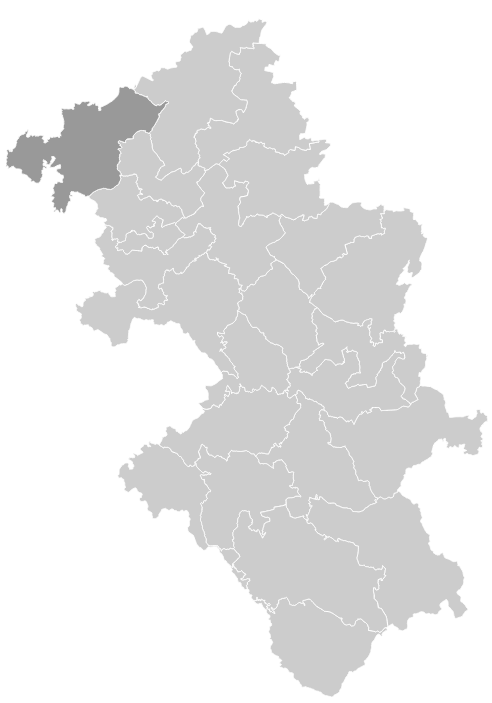
Położenie na mapie diecezji

Dekanat Bolków – jeden z 24 dekanatów w rzymskokatolickiej diecezji świdnickiej.
Dekanat znajduje się na terenie województwa dolnośląskiego, w powiecie jaworskim, świdnickim i powiecie kamiennogórskim. Jego siedziba ma miejsce w Bolkowie, w kościele św. Jadwigi.

## Parafie i miejscowości
W skład dekanatu wchodzi 7 parafii:

### parafia św. Jadwigi
- Bolków → kościół parafialny
- Gorzanowice
  - Jeżów
- Nowe Rochowice
- Stare Rochowice → kościół filialny św. Jana Chrzciciela
  - Bolków-Zdrój
- Świny → kościół filialny św. Mikołaja
  - Dolinka

### parafia św. Barbary
- Bolkowice
- Czernica
- Dzierzków
- Gniewków → kościół parafialny
- Kostrza → kościół filialny Podwyższenia Krzyża Świętego
- Żelazów

### parafia św. MikołajaBiskupa
- Kaczorów → kościół parafialny św. Mikołaja Bpa i kościół pomocniczy
- Mysłów → kościół filialny św. Jana Chrzciciela
- Płonina
- Radzimowice
- Świdnik → kościółfilialny św. Mikołaja Bpa i kościół pomocniczy NMP Częstochowskiej

### parafia św. Józefa Oblubieńca
- Celów
- Grobla → kościół filialny św. Anny
- Kamienica
- Kwietniki → kościół parafialny
- Pogwizdów → kościół filialny Wniebowstąpienia Pańskiego
- Sokola
- Wiadrów → kościół filialny Podwyższenia Krzyża Świętego

### parafia św. Stanisława
- Borów
- Godzieszówek
- Kłaczyna → kościół filialny św. Jakuba i św. Anny
- Roztoka → kościół parafialny

### parafia Narodzenia NMP
- Sady Dolne
- Sady Górne → kościół parafialny
- Wolbromek → kościół filialny św. Barbary

### parafia św. Józefa Oblubieńca
- Domanów → kościół filialny pw. Wniebowstąpienia Pańskiego
- Nagórnik
- Półwsie
- Pustelnik
- Sady Górne (do parafii należy tylko przysiółek tej wsi)
  - Figlów
- Wierzchosławice → kościół parafialny
- Wierzchosławiczki

Powyższy wykaz przedstawia wszystkie miasta, wsie oraz dzielnice miast, przysiółki wsi i osady w dekanacie.